# Седиль
Седи́ль (также седилья, исп. cedilla) — крючок, добавленный под некоторыми согласными буквами как диакритический знак для указания на изменение их произношения. Название «седиль» — от названия буквы Z (исп. ceda) с уменьшительным суффиксом. Устаревшее произношение «седили» — «серила», так как в испанском языке XVI века d и r были иногда взаимозаменяемыми.
Во французском языке седиль известна как cédille, в португальском как cedilha, и в каталанском как ce trencada («сломанная C»).

## Ç
Самый часто встречаемый символ с седилью — Ç (C с седилью). Этот символ использовался для обозначения звука аффрикаты /ts/ в староиспанском языке. В самом же испанском языке не используется после орфографической реформы в XVIII веке.
C-седиль была принята для письма в других языках, таких как французский, португальский, каталанский, окситанский. Представляет собой «мягкий» звук /s/ (пишется перед буквами a, o, u, тогда как c перед этими буквами представляет звук /k/).
В алфавитах других языков — турецкого, албанского, азербайджанского, башкирского, татарского, туркменского, чувашского и других — используется (также и с другими буквами) для обозначения аффрикат (/tʃ/ и др.) или шипящих. Также иногда используется при романизации арабского языка. Седиль широко используется на практике в румынском языке, хотя официальные нормы письма предписывают применять запятую снизу, а не седиль.